# Церковь Святого Николая (Берлин)
Николаикирхе (нем. Nikolaikirche) — самая древняя церковь Берлина. Она расположена в историческом квартале Николаифиртель. В настоящее время церковь является филиалом Бранденбургского музея в составе Фонда городского музея Берлина, где также регулярно проводятся концерты.

## Описание
Николаикирхе, построенная в 1220—1230 годах, представляла собой трёхнефную крестообразную базилику из природного камня и посвящена Николаю Чудотворцу.
В XIII веке церковь была перестроена в готическую зальную церковь. В 1461 году относившаяся в Средневековье к числу четырёх состоятельных сословий гильдия берлинских пекарей заказала для церкви алтарь и обязалась выплачивать годовую ренту церковному служке.

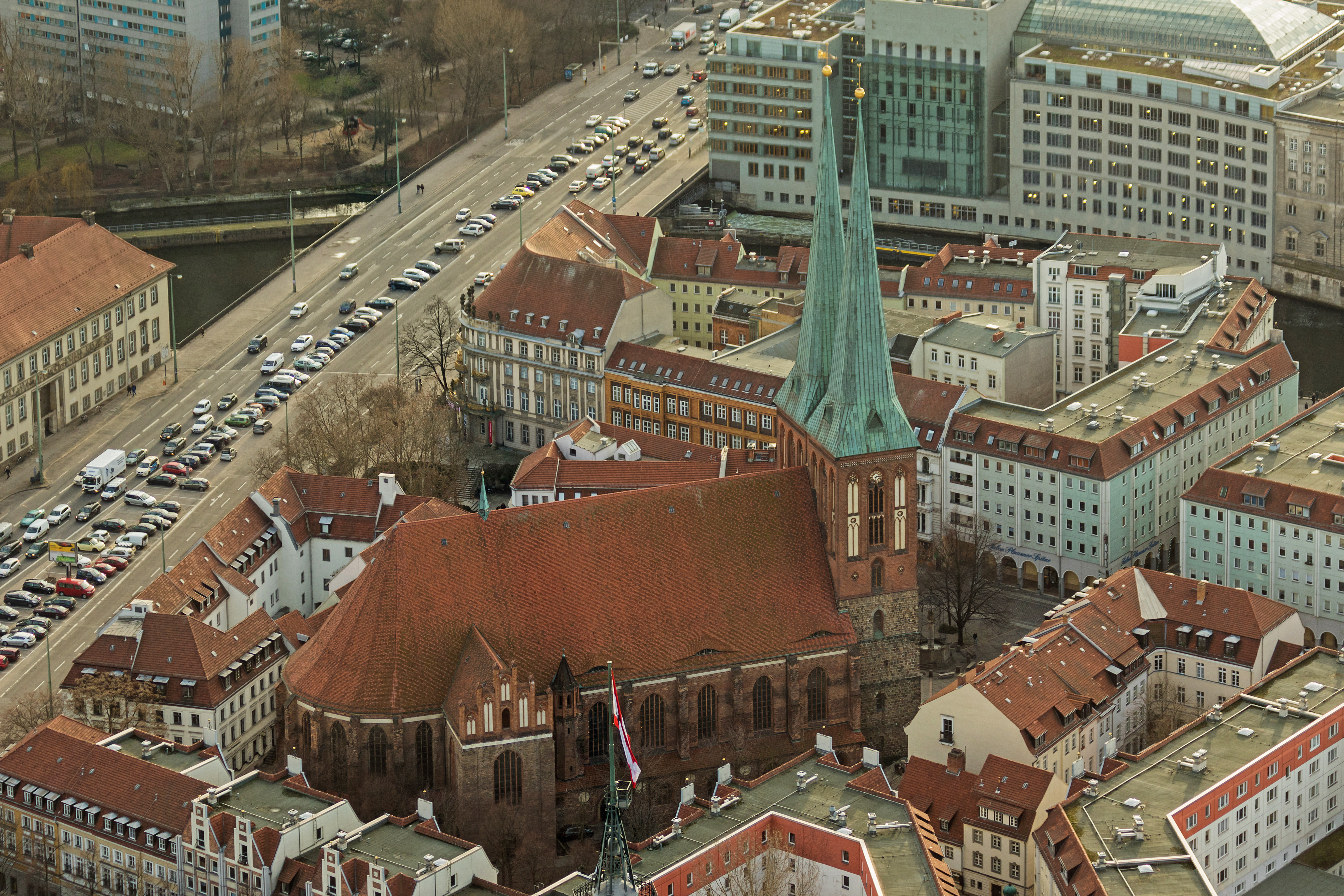
Вид на церковь с телебашни

Асимметричный облик с одной башней Николаикирхе сохраняла вплоть до конца XIX в. В ходе капитальной реконструкции церкви в 1876—1878 годы под руководством Германа Бланкенштайна церковь обзавелась неоготическим фасадом с двумя башнями.
В 1938 году церковь перешла в собственность государства, и с этого времени в ней больше не проходили службы. Прихожане церкви перешли в соседнюю Мариенкирхе. В Мариенкирхе также находятся многие ценные произведения искусства из Николаикирхе.
Во Вторую мировую войну от Николаикирхе сохранились только внешние стены. Восстановление церкви с двумя башнями по старым рисункам и планам началось в 1981 году. В настоящее время церковь служит музеем и концертным залом. Великолепная акустика Николаикирхе высоко оценивается знатоками.
Во время реконструкции в 1981 года в башне были установлены куранты из 41 колокола. Постоянная выставка в церкви рассказывает о истории сооружения и лицах, связанных с ней.